# Eucyclops echinatus
Eucyclops echinatus – gatunek widłonoga z rodziny Cyclopidae, nazwa naukowa gatunku została po raz pierwszy opublikowana w 1926 roku przez niemieckiego zoologa Friedricha Kiefera.